# 深瀬昌久
深瀬 昌久（ふかせ まさひさ、本名・よしひさ、1934年2月25日 - 2012年6月9日）は、日本の写真家。北海道中川郡美深町生まれ。写真表現を通して「私性」と「遊戯」を追求した写真家として知られる。

## 人物
1908年に祖父・庸光が美深町に創設した深瀬写真館の長男として誕生したため、3代目跡継ぎとして期待された。6歳になるとプリント水洗の仕事を手伝わされ、外に遊びにいきたい気持ちをじっと我慢しながら従事したという。深瀬はのちに「私の写真への怨恨はたぶんこのころ芽生えたものであろう」と記すほどであった。日本大学芸術学部写真学科に入学するために上京し、その後は東京の広告会社である第一宣伝社に就職。これをきっかけに写真家としての道を歩むこととなり、深瀬写真館は後に弟の了暉が継ぐことになる。この時のことを深瀬が自ら「写真師と写真家の岐路になった」と振り返ったように、その後のキャリアは写真館を経営する写真技師ではなく写真表現を主体とする写真家を目指すものとなっていった。
1964年、日本デザインセンターに転職。前年に出会った鰐部洋子と結婚。1967年に日本デザインセンターから河出書房新社に転職し、写真部長に就任。しかしすぐに会社が倒産したことをきっかけに、1968年にフリーランスへと転身した。以降は写真作家としてカメラ雑誌を中心とした雑誌媒体に精力的に作品を発表していった。
深瀬は自分自身の家族やカラス、猫といった題材を通じて「私性」と「遊戯」を追求した写真家であり、代表作『鴉』（蒼穹舎、1986年）は発刊から30年以上が経つ現在も高い評価を得ている。しかし1992年の転落事故が原因となり作家活動が途絶え、以降は長らく作品が公表されない不運の作家として位置づけられてきた。
2014年に深瀬昌久アーカイブスが設立、回顧展の開催や写真集の復刊が相次ぎ、長らくベールに包まれていた作品群の全貌が明らかにされた。2018年、深瀬の作家活動40年が編纂された写真集『MASAHISA FUKASE』が刊行。また2020年には深瀬に師事した写真家である瀬戸正人による伝記・エッセイ集『深瀬昌久伝』が刊行された。

## 略歴
- 1934年 - 2月25日、深瀬写真館の二代目である父・深瀬助造、母・みつゑの長男として生まれる。
- 1940年 - 尋常小学校（後の国民学校初等科）に入学。
- 1947年 - 北海道立名寄中学校に入学。
- 1948年 - 学制改革により、北海道立名寄中学校は北海道立名寄高等学校に改称。深瀬は高校で写真部を創設、写真雑誌の熱狂的な愛読者となる。
- 1952年 - 上京し、日本大学芸術学部写真学科に入学。
- 1956年 - 第一宣伝社に入社、広告写真を撮る。
- 1960年 - 初の個展「製油所の空」（小西六ギャラリー）を開催。『コマーシャルフォト』の編集者であった玉田顕一郎の目にとまり、写真評論家・吉村伸哉を紹介される。
- 1961年 - 個展「豚を殺せ！」（銀座画廊）を開催。
- 1963年 - 「朝がくる」を『カメラ毎日』に発表。
- 1964年 - 日本大学の1年後輩の高梨豊に誘われ、日本デザインセンターに転職。鰐部洋子と結婚。
- 1967年 - 河出書房新社写真部長に就任。
- 1968年 - 河出書房新社が倒産、退社しフリーランスとなる。
- 1971年 - 写真集『遊戯』（中央公論社）刊行。故郷の北海道に帰郷し、深瀬写真館で家族の記念写真を写す。（後に「家族」としてまとめる）
- 1974年 - 荒木経惟、東松照明、細江英公、横須賀功光、森山大道とともに「ワークショップ写真学校」を開講（-1976年）。
- 1974年 - ニューヨーク近代美術館「NJP展」、東京国立近代美術館「15人の写真家展」に参加。
- 1976年 - 洋子と離婚。代表作「烏」の撮影を開始する。写真展「烏」（銀座ニコンサロン、10月。新宿ニコンサロン、大阪ニコンサロンに巡回）開催。石川佳世子と再婚。
- 1977年 - 仔猫を譲り受け、サスケと名づける。前年開催の写真展「烏」で第２回伊奈信男賞を受賞。
- 1978年 - 写真展「洋子」（新宿ニコンサロン、２月。銀座ニコンサロンに巡回）開催。写真集「洋子」（朝日ソノラマ）刊行。１年間撮影し続けたサスケの写真で写真集「ビバ! サスケ」（ペットライフ社）、「サスケ!! いとしき猫よ」（青年書館）を刊行。
- 1979年 - １歳を過ぎて活発ではなくなったサスケのカンフル剤としてまたもや仔猫を譲り受け、モモエと名づける。２匹を撮影した写真で写真集「猫の麦わら帽子」（文化出版局）を刊行。写真展「鴉 1979」（銀座ニコンサロン、５月。新宿ニコンサロンと大阪ニコンサロンに巡回）開催。山岸章二死去。
- 1981年 - 写真展「烏 東京篇」（銀座ニコンサロン、6-7月。大阪ニコンサロンに巡回）開催。
- 1983年 - かつて暮らした松原団地を中心に、30年のあいだで移り住んできた14か所を訪れて撮影した「歩く眼」（『日本カメラ』10〜12月号）発表。写真展「歩く眼〈１〉」（銀座ニコンサロン）、「歩く眼〈２〉」（新宿ニコンサロン）を同時開催。超大型ポラロイドカメラで作品を制作、「遊戯」（『カメラ毎日』1983年12月号）として発表。
- 1985年 - 10年ぶりに深瀬写真館で「家族」を制作再開、以降1989年まで撮影を続ける。
- 1986年 - 写真集『鴉』（蒼穹舎）刊行。
- 1987年 - 1月、父・助造死去、享年74。
- 1988年 - 「父の記憶」（銀座ニコンサロン、３〜４月）を開催。
- 1989年 - 深瀬写真館が廃業となる。母みつえは特別養護老人ホームに入居、弟夫妻は離婚、妹夫妻は札幌に移り、事実上の一家四散となる。
- 1990年 - 個展「私景 旅の便り」（銀座ニコンサロン、11〜12月。大阪ニコンサロンに巡回）を開催。
- 1991年 - 写真集「父の記憶」「家族」（共にIPC）刊行。
- 1992年 - 石川佳世子と離婚。写真展「私景'92」（銀座ニコンサロン、2〜3月）開催。6月20日の深夜、新宿ゴールデン街にある「南海」の階段から泥酔して転落、脳挫傷のため重度の障害を負う。以降、特別養護老人ホームで介護を受けながら過ごす。二度とカメラを手にすることはなかった。
- 2012年 - 6月9日、脳出血で死去。享年78[9]。

## 受賞歴
- 1977年 - 第2回伊奈信男賞 - 個展「烏」（銀座ニコンサロン, 1976年）
- 1992年 - 第8回東川賞特別賞

## 写真集
- 『遊戯』中央公論社、1971年
- 『洋子』朝日ソノラマ、1978年
- 『ビバ! サスケ』ペットライフ社、1978年
- 『サスケ、いとしき猫よ』青年書館、1979年
- 『猫の麦わら帽子』文化出版局、1979年
- 『鴉』蒼穹舎、1986年
- 『父の記憶』IPC、1991年
- 『家族』IPC、1991年
- 『The Solitude of Ravens』Bedford Arts、1991年（『鴉』英語版）
- 『日本の写真家34 深瀬昌久』岩波書店、1998年
- 『BUKUBUKU』hysteric glamour、2004年
- 『hysteric twelve 歩く眼』hysteric glamour、2004年
- 『鴉 Solitude of Ravens』RAT HOLE、2008年
- 『屠 Slaughter』SUPER LABO、2015年
- 『Wonderful Days』roshin books、2015年
- 『Hibi』MACK、2016年
- 『Afterwords』roshin books、2016年
- 『Ravens』MACK、2017年
- 『Masahisa Fukase』Éditions Xavier Barral（英語版・フランス語版）赤々舎（日本語版）、2018年
- 『Family』MACK、2019年
- 『サスケ』赤々舎、2021年
- 『KILL THE PIG』The (M)éditions、2021年

## 対談集・評論・他
- 渡辺勉『現代の写真と写真家 インタビュー評論35人』朝日ソノラマ、1975年
- 荒木経惟『写真への旅』朝日ソノラマ、1976年

「アッジェと愛犬ベレニス」
- 朝日ソノラマ編『私のカメラ初体験』朝日ソノラマ、1976年

「人生コースを変えたパールⅡ型　深瀬昌久」
- 『日本の聖域 (2)』佼成出版社、1982年6月（日野西真定との共著）
- 長谷川明『写真を見る眼　戦後日本の写真表現』青弓社、1995年

評論「深瀬昌久『洋子』――私風景の彼方に」
- 『風の猫』1996年6月（梅津ふみ子、武田花との共著）
- 西井一夫『写真的記憶』1997年

批評「深瀬昌久『父の記憶』」
- 森山大道『過去はいつも新しく、未来はつねに懐かしい』青弓社、2000年

「わからない写真家大いに語る」荒木経惟×森山大道×深瀬昌久
「森山大道・深瀬昌久氏への77の質問」
- 飯沢耕太郎『私写真論』筑摩書房、2000年6月

「深瀬昌久 “私”という病」
- 『スーパー・イメージの世界』青弓社　ISBN 978-4-7872-7003-0
- 大竹昭子『眼の狩人 戦後写真家が描いた軌跡』

「写真の殉教者―深瀬昌久」
- 飯沢耕太郎、瀬戸正人『追悼 深瀬昌久 「私」とは何か?』

アサヒカメラ2012年8月号
- 森山大道『通過者の視線』月曜社、2014年

「深瀬昌久氏との対話」
- トモ・コスガ「〝私〟と戯れた写真家・深瀬昌久」

日本カメラ2015年6月号
- 瀬戸正人『深瀬昌久伝』日本カメラ社、2020年